# Aarne Pietinen
Kaarlo Urho Aarne Pietinen, född 16 juni 1884 i Säkkijärvi i Finland, död 31 mars 1946 i Helsingfors, var en finländsk fotograf.
Fram till 1929 innehade Aarne Pietinen en möbel- och mattfabrik i Sörnäs i Helsingfors. Efter det att företaget gått i konkurs övergick den tidigare amatörfotografen till att bli yrkesfotograf och tog till en början bilder för tidningen Uusi Suomi. Tillsammans med fotografen Akseli Neittamo drev han  1929–1931 bildbyrån Neittamo – Pietinen Photography Oy. År 1931 grundade han en egen fotoateljé med namnet Aarne Pietinen Oy vid Kaserngatan i Helsingfors. Han specialiserade sig på reklamfoto, turismfoto och foton för industriföretag.
Han bidrog med ett stort antal bilder till 1940-talsupplagorna av fotoboken Suomi kuvina/Finland i bild, som utgavs på flera språk av förlaget WSOY.
Aarne Pietisens två söner Otso och Matti Pietinen var också fotografer. 

## Bildgalleri

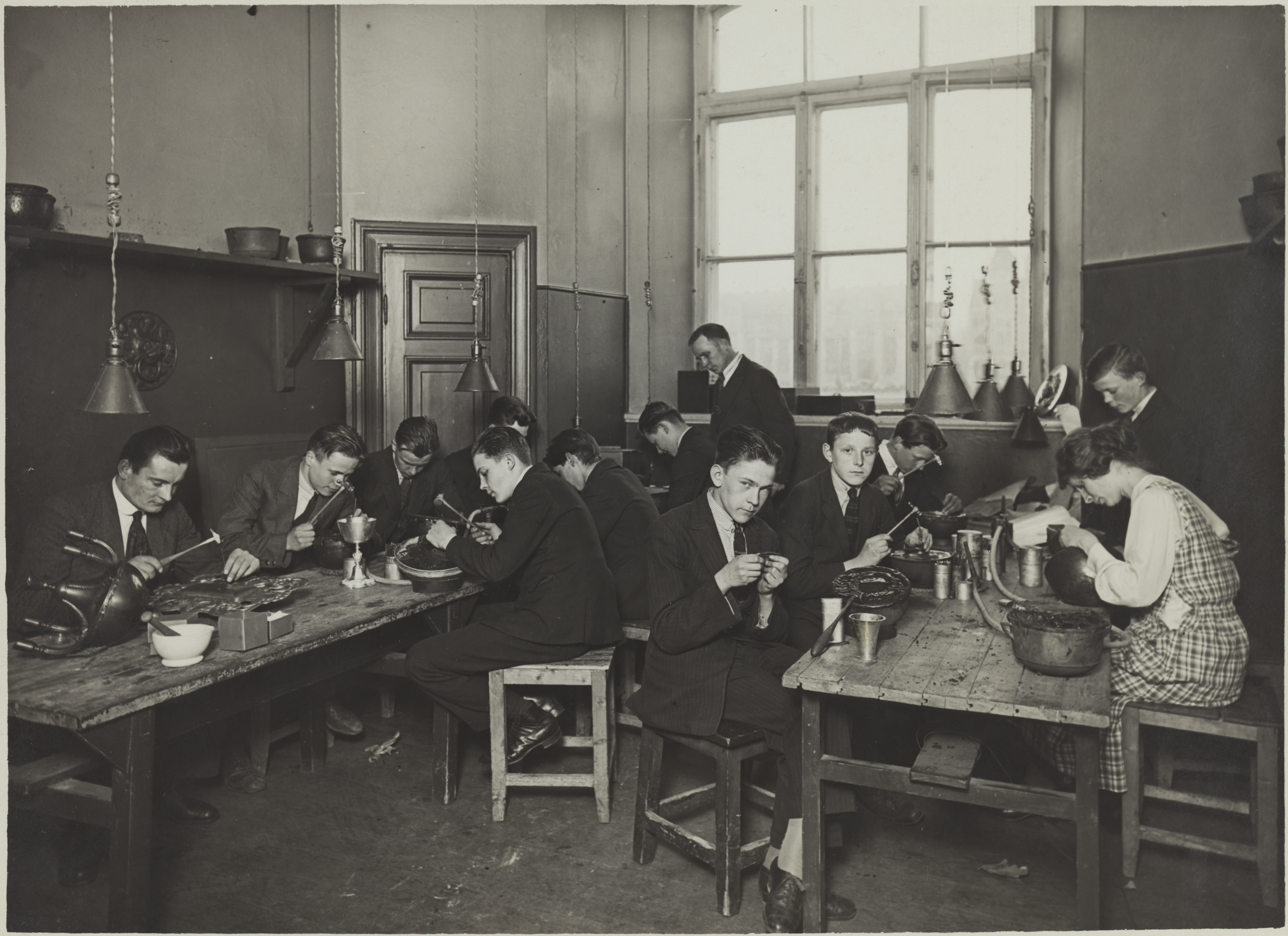
Paavo Tynell undervisar i metallslöjd vid Centralskolan för konstflit, 1920-talet
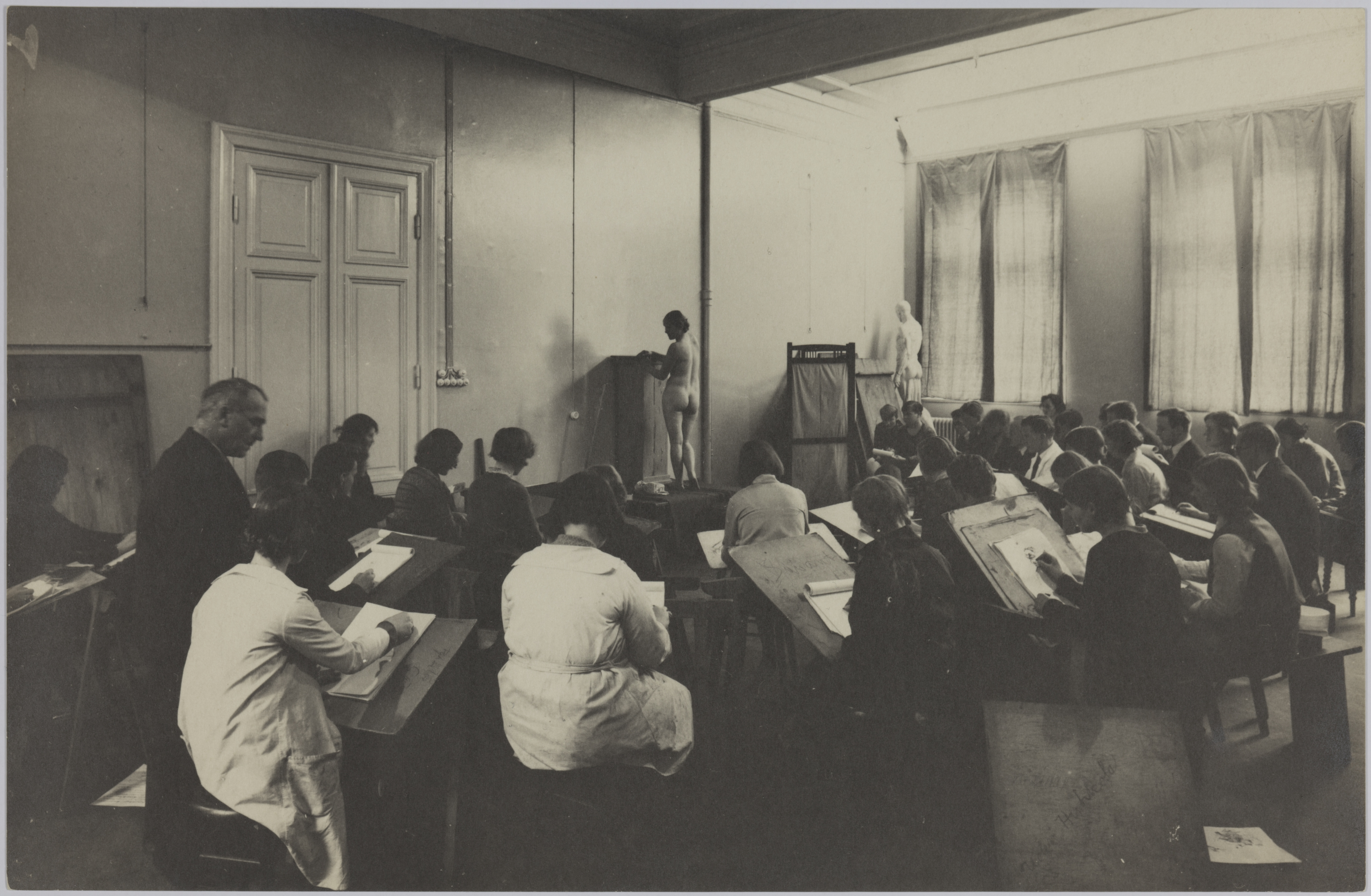
Ritning efter nakenmodell vid Centralskolan för konstflit, 1920-talet
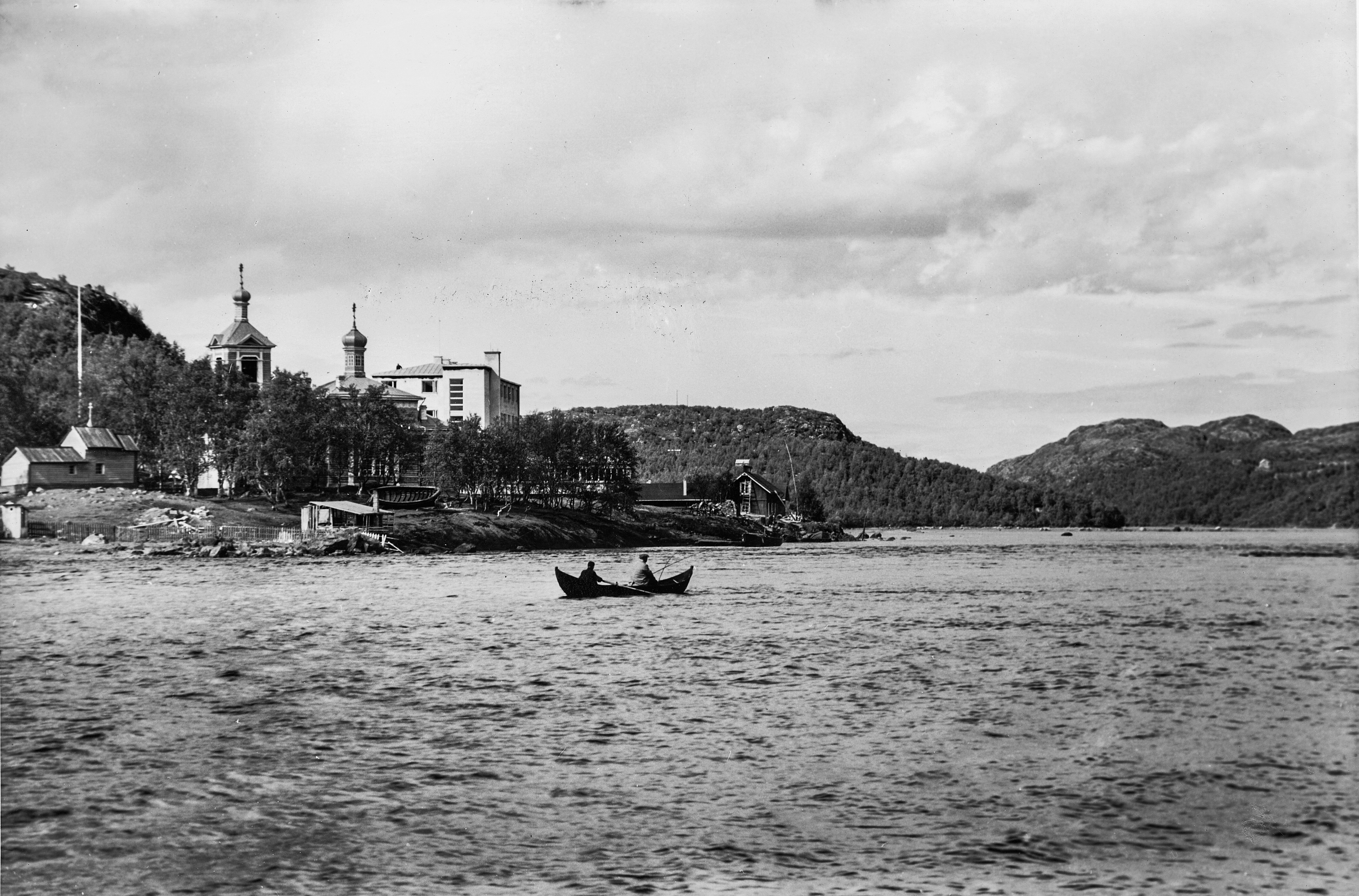
Pasvikälven med kyrkan i Borisoglebsk i Petsamo, 1930-talet.
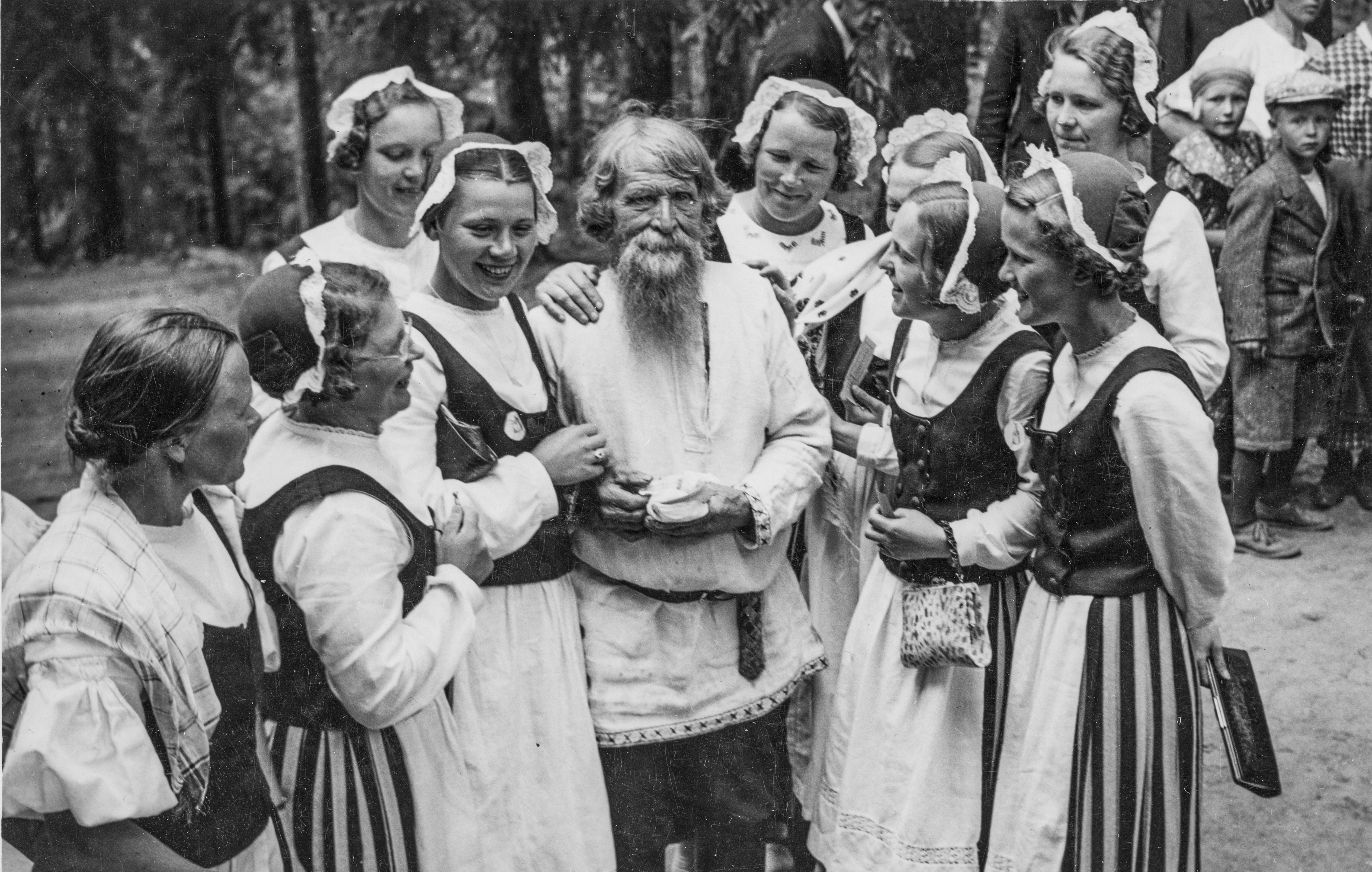
Runosångare på sångarfestival i Sordavala, 1930-talet